# Lasioglossum opacolampron
Lasioglossum opacolampron är en biart som beskrevs av Ebmer 1997. Lasioglossum opacolampron ingår i släktet smalbin, och familjen vägbin. Inga underarter finns listade i Catalogue of Life.